# Comité das Regiões
O Comité das Regiões Europeu (CR) é a assembleia consultiva dos representantes locais e regionais da União Europeia (UE), que representa o ponto de vista dos órgãos de poder infranacionais (isto é, regiões, condados, províncias, municípios e cidades) no quadro institucional da UE.
Constituído em 1994, o CR foi criado para se ocupar principalmente de dois assuntos. Em primeiro lugar, cerca de três quartos da legislação da UE é aplicada a nível local e regional, justificando-se, por isso, que os representantes locais e regionais tenham uma palavra a dizer no desenvolvimento de nova legislação da UE. Em segundo lugar, dado que existia a preocupação de que o distanciamento entre o público e o processo de integração europeia estava a aumentar, uma das formas de colmatar a lacuna era envolver o nível de governação eleito mais próximo dos cidadãos.
O antecedente do CR é o Comité Consultivo das Colectividades Regionais e Locais, criado em 1988 pela Comissão Europeia.

## História
Os órgãos de poder regional e local europeus exerceram pressão sobre a União Europeia no sentido de participarem mais ativamente nos assuntos da UE. Esta situação levou à criação do Comité das Regiões, consagrado no Tratado de Maastricht, que dispõe que os Estados Membros são representados no Conselho da União Europeia por ministros dos seus governos regionais.

## Princípios
O trabalho do Comité pauta-se por três princípios fundamentais:
Subsidiariedade
Consagrado nos Tratados ao mesmo tempo que a criação do CR, este princípio implica que as decisões da União Europeia devem ser tomadas ao nível o mais próximo possível do cidadão. A União Europeia não deve, por conseguinte, assumir tarefas que se adequem melhor ao nível nacional, regional ou local da administração.
Proximidade
Todos os níveis de governação devem procurar estar «próximo dos cidadãos», em especial, organizando o seu trabalho com transparência, de modo a que as pessoas saibam quem é responsável por que assunto e como se podem fazer ouvir.
Parceria
Uma governação europeia sã implica que os níveis de governação europeu, nacional, regional e local trabalhem em conjunto – todos eles são indispensáveis e deverão ser envolvidos ao longo de um processo de decisão de governação a vários níveis.

## Objetivo
Os Tratados obrigam a Comissão Europeia e o Conselho da União Europeia a consultarem o Comité das Regiões sempre que são feitas novas propostas em domínios com impacto no plano regional ou local. Para além destes domínios, a Comissão, o Conselho e o Parlamento Europeu podem consultar o Comité das Regiões se entenderem que uma proposta tem importantes implicações a nível regional ou local. O CR pode também elaborar pareceres por sua própria iniciativa, o que lhe dá a oportunidade de inscrever assuntos na agenda da UE.
O CR adquiriu o direito (estatuto privilegiado) de recorrer ao Tribunal de Justiça Europeu, após a entrada em vigor do Tratado de Lisboa no seguimento da sua ratificação por todos os Estados-Membros da UE (artigo 8.º do Protocolo n.º 2 sobre a aplicação dos princípios da subsidiariedade e da proporcionalidade).

## Composição
O CR tem 329 membros titulares e o mesmo número de membros suplentes. O número de cada país da UE reflete o tamanho de sua população, mas varia de uma representação de uma média de 88087 cidadãos de Malta por assento a 3,45 milhões de cidadãos por assento alemão. Seus membros são representantes eleitos local e regionalmente, incluindo prefeitos, presidentes regionais e conselheiros. O número de membros por país é o seguinte:
| Estado     | Membros | Estado     | Membros | Estado           | Membros |
| ---------- | ------- | ---------- | ------- | ---------------- | ------- |
| Alemanha   | 24      | Bélgica    | 12      | Irlanda          | 9       |
| Hungria    | 12      | Croácia    | 9       | França           | 24      |
| Portugal   | 12      | Lituânia   | 9       | Itália           | 24      |
| Suécia     | 12      | Letônia    | 7       | Espanha          | 21      |
| Bulgária   | 12      | Eslovênia  | 7       | Polônia          | 21      |
| Áustria    | 12      | Estônia    | 7       | Romênia          | 15      |
| Eslováquia | 9       | Chipre     | 6       | Holanda          | 12      |
| Dinamarca  | 9       | Luxemburgo | 6       | Grécia           | 12      |
| Finlândia  | 9       | Malta      | 5       | República Tcheca | 12      |
| Total      | Total   | Total      | Total   | Total            | 329     |

## Estrutura interna

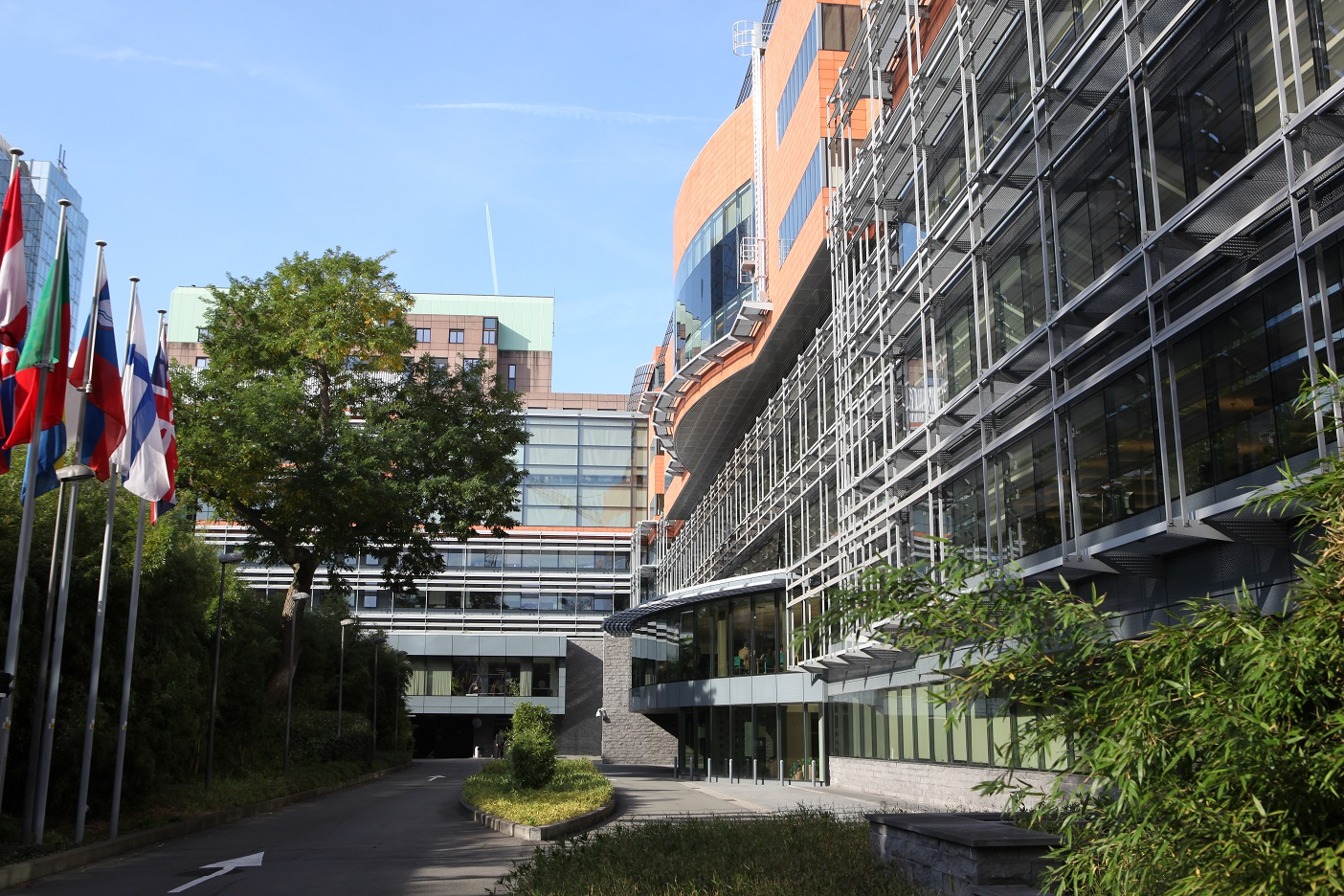
Edifício Jacques Delors do CR em Bruxelas

### Presidente
Eleito por um período de dois anos e meio pela Assembleia Plenária, o presidente dirige os trabalhos do CR, preside às reuniões plenárias e representa oficialmente o Comité. Karl-Heinz Lambertz (Bélgica-Partido Socialista Europeu, PSE), senador da Comunidade Germanófona da Bélgica, é o atual presidente, eleito em 12 de julho de 2017.

#### Lista dos presidentes
| Presidente do CR                                       | Presidência   | Nacionalidade | Grupo político europeu | Grupo político europeu     |
| ------------------------------------------------------ | ------------- | ------------- | ---------------------- | -------------------------- |
| Vasco Cordeiro, Açores                                 | 2022–presente | Portugal      |                        | Partido Socialista Europeu |
| Apostolos Tzitzikostas, Macedônia Central              | 2020–2022     | Grécia        |                        | Partido Popular Europeu    |
| Karl-Heinz Lambertz, Comunidade germanófona da Bélgica | 2017–2020     | Bélgica       |                        | Partido Socialista Europeu |
| Markku Markkula, Espoo                                 | 2015–2017     | Finlândia     |                        | Partido Popular Europeu    |
| Michel Lebrun, Valônia                                 | 2014–2015     | Bélgica       |                        | Partido Popular Europeu    |
| Ramón Luis Valcárcel, Múrcia                           | 2012–2014     | Espanha       |                        | Partido Popular Europeu    |
| Mercedes Bresso, Piemonte                              | 2010–2012     | Itália        |                        | Partido Socialista Europeu |
| Luc Van den Brande, Flanders                           | 2008–2010     | Bélgica       |                        | Partido Popular Europeu    |
| Michel Delebarre, Dunquerque, Nord-Pas-de-Calais       | 2006–2008     | França        |                        | Partido Socialista Europeu |
| Peter Straub, Baden-Württemberg                        | 2004–2006     | Alemanha      |                        | Partido Popular Europeu    |
| Sir Albert Bore, Birmingham                            | 2002–2004     | Reino Unido   |                        | Partido Socialista Europeu |
| Jos Chabert, Região Bruxelas-Capital                   | 2000–2002     | Bélgica       |                        | Partido Popular Europeu    |
| Manfred Dammeyer, Renânia do Norte-Vestfália           | 1998–2000     | Alemanha      |                        | Partido Socialista Europeu |
| Pasqual Maragall, Barcelona, Catalunha                 | 1996–1998     | Espanha       |                        | Partido Socialista Europeu |
| Jacques Blanc, Languedoc-Roussillon                    | 1994–1996     | França        |                        | Partido Popular Europeu    |

Primeiro vice-presidente
O primeiro vice-presidente é também eleito pela Assembleia Plenária para um mandato de dois anos e meio e representa o presidente na sua ausência. Markku Markkula (Finlândia-Partido Popular Europeu, PPE), membro do Conselho Municipal de Espoo, foi eleito primeiro vice-presidente do Comité das Regiões em 12 de julho de 2017.

### Mesa
A Mesa é o órgão executivo do CR. É composta por 63 membros: presidente, primeiro vice-presidente, 28 vice-presidentes (um por Estado-Membro), os presidentes dos grupos políticos do CR e 28 outros membros de delegações nacionais, para que a composição da Mesa reflita os equilíbrios nacionais e políticos. Reúne-se, em geral, sete ou oito vezes por ano, elabora o programa político do CR e dá instruções à administração sobre a aplicação das decisões que tomou.

### Assembleia Plenária
Os membros do CR reúnem-se em Assembleia Plenária seis vezes por ano, em Bruxelas, para debater e adotar pareceres, relatórios e resoluções.

### Comissões do CR
O CR organiza os seus trabalhos com a ajuda de comissões internas, especializadas nos seguintes domínios:
- Comissão CIVEX - cidadania, governação, assuntos institucionais e externos;
- Comissão COTER - política de coesão territorial e orçamento da UE;
- Comissão ECON - política económica;
- Comissão ENVE - ambiente, alterações climáticas e energia;
- Comissão NAT - recursos naturais, incluindo agricultura;
- Comissão SEDEC - política social, educação, emprego e cultura.

Os membros elaboram projetos de parecer e organizam conferências e seminários centrados nas respetivas atribuições. Cada comissão tem aproximadamente 100 membros (cada membro pode integrar duas comissões) e é apoiada por um secretariado integrado na administração. Foi também constituída uma Comissão de Assuntos Financeiros e Administrativos (CAFA) especial para assistir a Mesa do CR.

### Grupos políticos
No CR, há cinco grupos políticos: o grupo do Partido Popular Europeu (PPE), o grupo dos Conservadores e Reformistas Europeus (CRE), o grupo do Partido dos Socialistas Europeus (PSE), o grupo da Aliança dos Democratas e Liberais pela Europa (ALDE) e o grupo da Aliança Europeia (AE). Os membros de cada grupo político encontram-se antes de reuniões importantes para adotarem uma posição comum.
Coalizão de facto (238):
Oposição de facto (62):
| Grupo                                                   | Assentos  |
| ------------------------------------------------------- | --------- |
| Partido Popular Europeu (EPP)                           | 116 / 329 |
| Aliança Progressista dos Socialistas e Democratas (PES) | 79 / 329  |
| Renovar a Europa (RE)                                   | 50 / 329  |
| Reformistas e Conservadores Europeus (ECR)              | 27 / 329  |
| Aliança Europeia (EA)                                   | 13 / 329  |
| Os Verdes (GRE)                                         | 11 / 329  |
| Membros que não pertencem a nenhum grupo                | 11 / 329  |

### Conferência dos Presidentes
O presidente do CR, o primeiro vice-presidente, os presidentes dos grupos políticos e o secretário-geral reúnem-se, no âmbito de uma Conferência dos Presidentes, antes de cada plenária e na véspera de outras reuniões importantes, com o objetivo de chegarem a um consenso político sobre questões estratégicas.

### Delegações nacionais
No CR, há igualmente 28 delegações nacionais. Os membros reúnem-se nas suas delegações nacionais antes das reuniões plenárias e de outros eventos para chegarem a posições comuns.

### Secretário-Geral
O secretário-geral é nomeado por cinco anos pela Mesa. O secretário-geral está à frente da administração do CR, e, como tal, não pode ser titular de qualquer mandato político. Compete-lhe assegurar a execução das decisões da Mesa e do Presidente e o bom funcionamento da administração. Jiří Buriánek é o atual secretário-geral do CR, desde setembro de 2014.

#### Secretariado-Geral
O secretariado-geral é composto por cinco direções: Membros e Reuniões Plenárias, Trabalhos Legislativos 1, Trabalhos Legislativos 2, Comunicação e Recursos Humanos e Finanças. As Direções da Logística e da Tradução integram os Serviços Conjuntos com o Comité Económico e Social Europeu.

### Orçamento
O orçamento do CR em 2013 (€36,5M) representa 0,06% do orçamento total da UE, o que o torna a terceira menor instituição da UE em termos de necessidades orçamentárias. Seu orçamento de 2014 (€90,2M) de acordo com o propósito de despesa é o seguinte: 39,7% – Trabalhos Consultivos (€35,8M); 30,3% – Tradução, Interpretação e Impressão (€27,2M); 30% – Administração e Funcionamento (€27M). O orçamento do CR em 2015 foi de €89,2M. Embora todas as despesas do CR se enquadrem formalmente sob o Título 5 (Despesas Administrativas) do orçamento da UE, como é o caso do orçamento do Parlamento Europeu, uma parte substancial de seu orçamento está relacionada a despesas não administrativas. Os exemplos mais óbvios são todas as despesas do CR relacionadas aos seus Membros e suas atividades políticas.

## Atividade

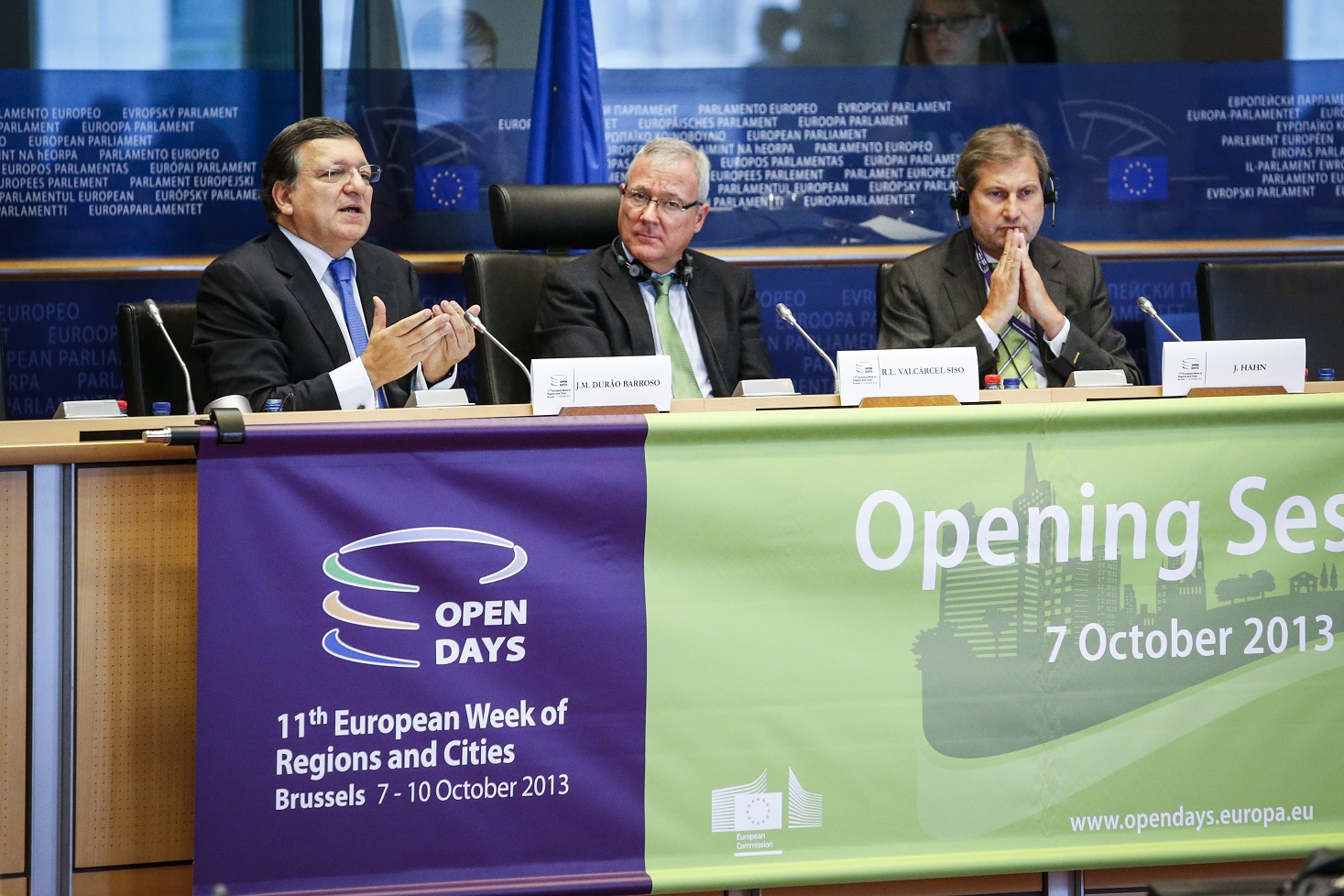
OPEN DAYS 2013. O ex-presidente do CR, Ramón Luis Valcárcel, e o Comissário da UE responsável pela Política Regional, Johannes Hahn, estão ouvindo o discurso de abertura do Presidente da CE, José Manuel Barroso

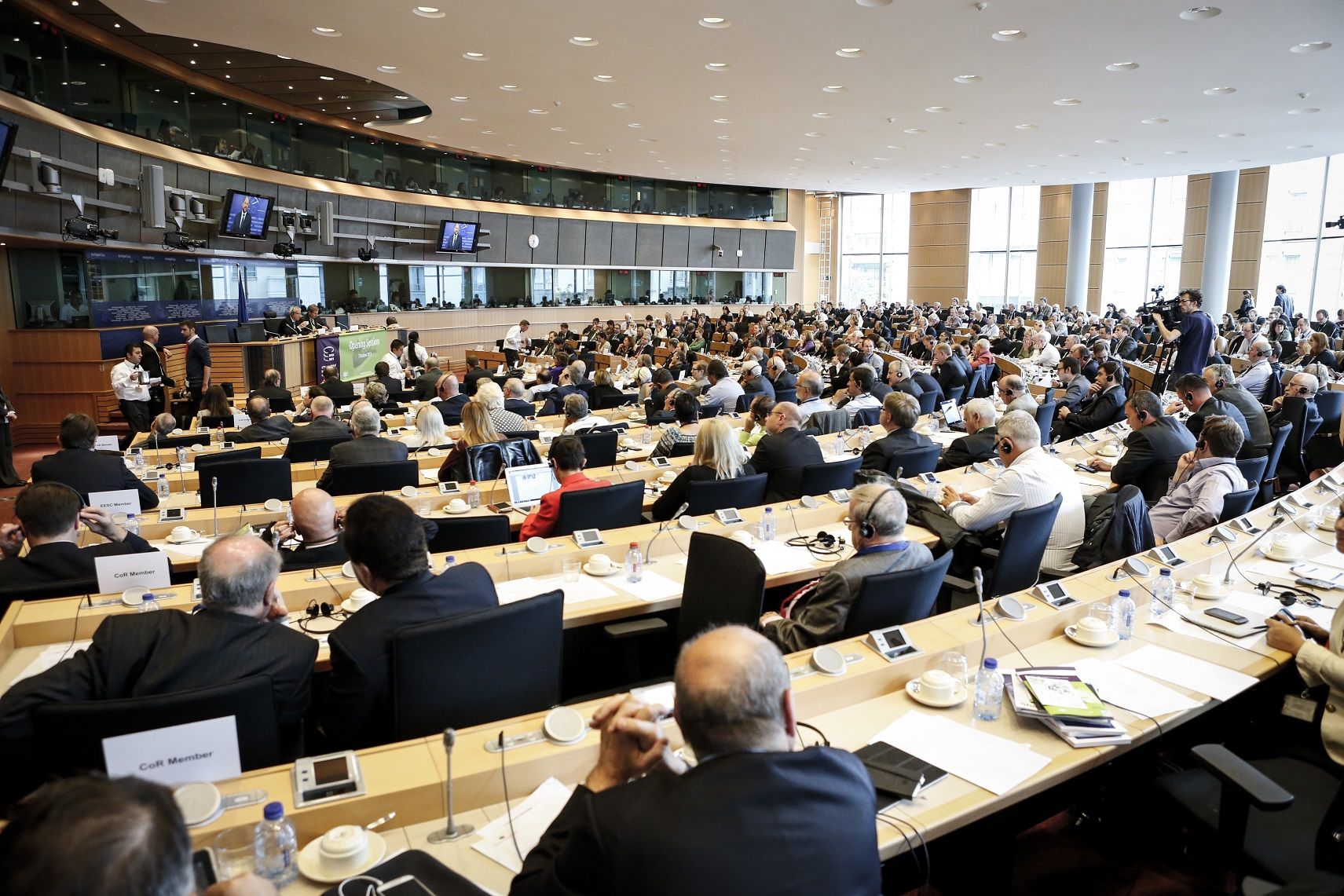
Sessão de abertura dos OPEN DAYS 2013

### Pareceres
A Comissão Europeia, o Conselho e o Parlamento Europeu consultam o CR quando elaboram textos legislativos (diretivas, regulamentos, etc.) em domínios que digam respeito ao poder regional e local. Os projetos de texto são enviados à comissão competente do CR. Um relator é, posteriormente, designado para preparar o parecer do Comité. O projeto de parecer tem de ser aprovado pela comissão competente antes de ser debatido em reunião plenária. Uma vez adotado em plenária, o parecer oficial é enviado a todas as instituições europeias e publicado no Jornal Oficial da União Europeia.
Além disso, pode também emitir pareceres de iniciativa.

### Resoluções
As resoluções possibilitam que o Comité exprima o seu ponto de vista sobre um assunto importante ou de atualidade. Os grupos políticos do CR ou 32 membros do Comité podem elaborar resoluções.

### Estudos e outras publicações
O CR elabora estudos sobre diversos aspetos da realidade regional e local da UE (educação, transportes, assuntos sociais, alargamento, etc.). São redigidos com a ajuda de peritos externos. O CR edita igualmente publicações destinadas ao público em geral e aos atores regionais e locais, com o objetivo de explicar a sua atividade e informar sobre desenvolvimentos políticos atuais.

### Eventos
Na sua qualidade de fórum das regiões e municípios, o CR organiza conferências, seminários e exposições em cooperação com parceiros regionais e locais e outras instituições da UE. Uma vez por ano, durante a Semana Europeia das Regiões e dos Municípios (OPEN DAYS), o CR recebe na sua sede milhares de pessoas que participam em debates acesos ou que procuram encontrar parceiros para colaborar em projetos conjuntos.

## Datas importantes
1992 – Tratado de Maastricht
Os líderes da UE decidem criar o Comité das Regiões (CR), uma assembleia consultiva que permite às regiões e aos municípios terem uma palavra a dizer no processo de decisão da UE e que funciona como elo de ligação direto entre Bruxelas e os cidadãos. O Tratado de Maastricht torna obrigatória a consulta do CR pela Comissão Europeia e pelo Conselho em domínios que se revestem de importância regional vital. Os membros do CR são nomeados pelos governos dos Estados-Membros para um mandato de quatro anos. Em março de 1994, o CR realiza a sua primeira reunião plenária em Bruxelas.
1995 – Alargamento da UE
O número de membros do CR passa de 189 para 222, na sequência da adesão da Áustria, da Finlândia e da Suécia.
1997 – Tratado de Amesterdão
Alarga as competências do CR que passam a abranger cerca de dois terços das propostas legislativas da UE. O Tratado torna possível o Comité ser consultado pelo Parlamento Europeu.
2001 – Tratado de Nice
Acentua a legitimidade democrática do CR ao exigir que os seus membros sejam eleitos ou politicamente responsáveis perante uma assembleia regional ou local eleita. Limita o número dos membros do CR a 350.
2002-2003 – Convenção sobre o Futuro da Europa
Os membros do CR integram a Convenção responsável pela redação da Constituição da UE. O texto reconhece expressamente o papel e os poderes dos órgãos de poder local e regional e confere também ao CR o direito de recorrer ao Tribunal de Justiça das Comunidades Europeias para contestar legislação da UE que não respeite o princípio da subsidiariedade.
Maio de 2004 – Alargamento da UE
O número de membros do CR passa de 222 para 317, na sequência da adesão de dez novos Estados-Membros.
Fevereiro de 2006 – Novo mandato
O CR inicia um novo mandato quadrienal. Entre as suas prioridades políticas contam-se estimular a intervenção do poder local e regional na Estratégia de Lisboa para o emprego e o desenvolvimento, reforçar a coesão e a solidariedade e encabeçar a campanha «Comunicar a Europa – Agir ao nível local» para aproximar a UE dos seus cidadãos.
Janeiro de 2007 – Alargamento da UE
Com a adesão da Bulgária e da Roménia, o número de membros do CR passa de 317 para 344.
Dezembro de 2007 – Tratado de Lisboa
O Tratado de Lisboa confirma o direito do CR de recorrer ao Tribunal de Justiça da União Europeia em defesa das suas prerrogativas e do princípio de subsidiariedade, direito esse já reconhecido pela Convenção sobre o Futuro da Europa. Este novo direito vem reforçar o papel político do CR, ao permitir-lhe atuar mais eficazmente a nível da UE em prol dos órgãos de poder local e regional. O Tratado de Lisboa também prolonga o mandato dos membros do CR de quatro para cinco anos.
Julho de 2013 – Alargamento da UE
Número de membros do CR aumentou de 344 para 353, na sequência da adesão da Croácia (posteriormente, o número de membros do CR diminuiu para 350).
Início de 2020 - Brexit e os Verdes
Após o Brexit (31 de janeiro), o número de membros do CR diminuiu para 329 devido à remoção dos 24 membros do Reino Unido. A partir de fevereiro, um novo Grupo Político foi representado no CR, Os Verdes.

## Criticismo
Em 2020, o Comité das Regiões foi criticado por um caso de 20 anos, ainda não resolvido, de Robert McCoy, um ex-auditor interno, que foi severamente assediado depois de denunciar "fraude e desfalque" no órgão da UE. No seu discurso perante o Parlamento Europeu, McCoy alegou que o CR tinha encetado "uma campanha vingativa" contra ele e "denegrido" a sua reputação pessoal e profissional. Isto fez com que o Comité recebesse críticas também da deputada holandesa Sophie in 't Veld, que trabalhou para o Comité das Regiões. Sophie disse ao Parlamento que, baseada na sua experiência, a administração no CR tinha sido "totalmente incompetente e podre até o cerne". Ela também acusou o CR de estar preso num "modo completo de negação" e sugeriu possíveis sanções orçamentárias. Um dos principais críticos da inação do Comité das Regiões sobre este assunto foi também o deputado checo Tomáš Zdechovský: "Quando olho para este caso, lembro-me do filme americano 'Dia da Marmota', onde o protagonista fica preso num ciclo de repetição".